# Tetbury Upton
Tetbury Upton – wieś w Anglii, w hrabstwie Gloucestershire. Leży 25 km na południe od miasta Gloucester i 143 km na zachód od Londynu.